# 婆罗门寺
婆罗门寺（直译：众神的居所）或泰国宫廷王家婆罗门办事处，是一座婆罗门教庙宇，位于曼谷拍那空县大秋千区，靠近大秋千和曼谷市政厅。此寺是泰国印度教的官方中心。
婆罗门寺是泰国宫廷婆罗门的驻地。宫廷婆罗门负责参与操办泰国王室的诸多仪轨，其血统可追溯至印度泰米尔纳德邦的圣地拉梅斯沃勒姆。

## 历史
婆罗门寺庙建于1784年，拉玛一世将婆罗门从南部地区带到了皇宫，他们为国王举行皇家仪式。寺庙内共有三座神庙，由白墙包围，均为单层砖砌建筑。目前已有240年历史。
该寺庙已被注册为国家重要历史古迹，编号为0000001。